# Psilocin
Psilocin, (systematiskt namn 4-hydroxi-N,N-dimetyltryptamin), är liksom psilocybin ett verksamt ämne i många psykedeliska svampar. Båda har samma effekt då psilocybin omvandlas till psilocin i kroppen. Psilocin är mycket mer instabilt och bryts lätt ned av värme, luft och ljus. Därför går det inte att röka ämnet utan kroppens enda sätt att uppta ämnet är genom förtäring.
Substansen är narkotikaklassad och ingår i förteckning P I i 1971 års psykotropkonvention, samt i förteckning I i Sverige, vilket innebär "narkotika som normalt inte har medicinsk användning".